# Партизанский сельский совет (Запорожская область)
Партизанский сельский совет (укр. Партизанська сільська рада) — входит в состав
Приморского района
Запорожской области
Украины.
Административный центр сельского совета находится в 
с. Новопавловка.

## История
- 1938 — дата образования.

## Населённые пункты совета
- с. Новопавловка